# The Loneliest Girl In The World
The Loneliest Girl In The World (с англ. — «Са́мая одино́кая де́вушка на све́те») — песня на английском языке написанная шведским автором и композитором Пером Гессле. Песня была выпущена 3 июня 2022 года в качестве первого сингла из дебютного студийного альбома группы PG Roxette Pop-Up Dynamo! (2022). Ожидалось, что после релиза альбома группа отправится в европейские гастроли, однако этого не произошло.
Несмотря на то, что в 2021 году группа PG Roxette выпустила кавер на песню Metallica «Nothing Else Matters» для проекта «The Metallica Blacklist», некоторые СМИ называют «The Loneliest Girl In The World» «дебютным синглом группы».

## История
Гессле тяжело переживал кончину коллеги по группе Roxette Мари Фредрикссон в декабре 2019 года. В интерью немецкой газете «Stuttgarter Nachrichten» музыкант рассказал, что для него было тяжёлым решением признать, что Фредрикссон является незаменимой и без нее группа Roxette существовать больше не будет. Вместе с этим у него было два варианта: «закрыть двери» и никогда больше не касаться этой темы, либо «продолжать идти дальше… и сохранить наследие Roxette». Гессле выбрал второй путь, так появилась группа PG Roxette. Гессле также признаётся, что новый альбом Pop-Up Dynamo! покажет смесь звуков из 1980-х и 1990-х, которые являются фирменными и для него, как для автора и для группы Roxette, которые так хорошо помнят её поклонники. Продюсерами альбома стали Кларенс Эверман, который продюсировал все альбомы Roxette с 1986 года, сам Гессле и бас-гитарист группы Магнус Бёрьесон. Гессле также сообщает, что написал для альбома около 20 песен, 11 из которых были записаны на пластинку.
В интервью шведской газете «Aftonbladet» Гессле рассказал, что написать песню в быстром темпе очень сложно. Гораздо проще из под его пера выходят «сложные баллады», а «умную трёхаккордную песню написать сложно, если тебе не 22 года… так я думал уже в 35»,- признаётся он. Композитор добавляет, что альбом, записанный в стиле классического хита Roxette «The Look», будет выполнен в стиле 1980-90-х годов, он цепляющий и заводной, однако не похож ни на что из списка «Top-50 Spotify» и это, по мнению Гессле, хорошо.
Пер Гессле написал песню «The Loneliest Girl In The World» в своем офисе в Стокгольме на акустической гитаре. Мелодия для песни была написано быстро, а написание текста заняло достаточно много времени. Когда артист играл разные песни из нового альбома Pop-Up Dynamo! своим друзьям и коллегам, все они сходились во мнении, что именно «The Loneliest Girl In The World» должна стать первым синглом.
Польский портал «Interia Muzyka» публикует статью по случаю выхода нового сингла и рассказывает историю написания би-сайда сингла, песни «Sunflower». Она была написана в январе 2002 года, но в августе 2020 Гессле записал новую демоверсию песни, которая стала основой финальной версии, выпущенной на этом сингле. Кроме того, у песни поменялся текст — оригинальные куплеты из 2002 года сохранились только в припеве.
Несмотря на то, что выход песни был запланирован на 3 июня 2022 года, Гессле появился в радиопрограмме Светланы Пастухович (швед. Svjetlana Pastuhovic) на шведской радиостанции «P4» днем ранее и песня прозвучала в эфире.
«The Loneliest Girl In The World» записывалась на трёх студиях: «Farozon» в Мальмё, «Aerosol Grey Machine» в Валларуме и «T&A» в Хальмстаде. Песня «Sunflower» была записана в студии «T&A» в Хальмстаде.
Автором фотографии для обложки сингла является шведский фотограф Фредрик Этоаль (швед. Fredrik Etoall). Дизайнером обложки сингла является шведский художник Пэр Викхольм (швед. Pär Wickholm), неоднократно сотрудничавший с Гессле ранее.

## Музыканты
Для песни «The Loneliest Girl In The World»
- Пер Гессле — вокал
- Хелена Юсефссон — вокал
- Кристофер Лундквист — электрогитара, синтезатор
- Кларенс Эверман — программирование, синтезатор
- Магнус Бёрьесон — программирование, синтезатор, бас гитара
- Сведение: Ронни Лахти на студии «Denebi Studios» (Стокгольм)
- Инженеры звукозаписи: Кристофер Лундквист, Магнус Бёрьесон, Матс МП Перссон

Для песни «Sunflower»
- Пер Гессле: гитара, бас-гитара, синтезаторы, клавишные, добро, вокал
- Хелена Юсефссон: вокал
- Продюсер: Пер Гессле
- Инженер звукозаписи: Матс МП Перссон
- Сведение: Матс МП Перссон и Пер Гессле на студии «T&A» в Хальмстаде
- Программирование: Матс МП Перссон

## Форматы
Сингл был выпущен ограниченным тиражом на 7" виниловой пластинке черного цвета, а также в формате цифрового сингла. В обоих случаях треклист был одинаковый:
1. The Loneliest Girl In The World (3:01)
2. Sunflower (3:23)

Автором текста и музыки обоих песен является Пер Гессле. Би-сайд сингла, песня «Sunflower» не будет включена в альбом «Pop-Up Dynamo!» и будет доступна только на данном сингле.

## The Loneliest Girl In The World (Remix) — EP
15 июля 2022 вышел цифровой сингл с ремиксами на песню «The Loneliest Girl In The World». Сингл содержит два ремикса, оба из которых созданы Андреасом Бробергером (швед. Andreas Broberger), который выступает под псевдонимом Bridge & Mountain.
Бробергер уже сотрудничал с Roxette ранее: он является соавтором трёх песен из альбома «Good Karma» (2016), автором ремикса на песню «Why Don’t You Bring Me Flowers?» (третий сингл из альбома «Good Karma»), а также сопродюсером сингла «Let Your Heart Dance With Me». Для проекта Mono Mind Бробергер создал ремикс на песню «Save Me A Place», который шесть недель возглавлял американский чарт US Dance Chart в 2019 году. Кроме того, он принимал участие в записи песни «Shelter from the Storm» для Mono Mind, которая изначально была написана Гессле в начале 1980-х на шведском языке под названием «Segla på ett moln». Для сольного альбома Гессле «Small Town Talk» (2018) Бробергер выступил в качестве композитора и автора песни «Rudy & Me».
Список композиций
1. The Loneliest Girl In The World (Bridge & Mountain Remix) (2:54)
2. The Loneliest Girl In The World (3:01)
3. The Loneliest Girl In The World (Bridge & Mountain Extended Remix) (3:43)
4. Sunflower (3:23)

Версия песни «Sunflower» на мини-альбоме ремиксов является точной копией би-сайда, вышедшего на основном сингле.

## Отзывы критиков
- Музыкальный критик шведской газеты «Aftonbladet» оценивает сингл на 3 из 5 и отмечает, что сингл «трогает игривостью и радостью», а также воздаёт должное многолетнему сотрудничеству, дружбе и музыкальному наследию группы и объединяет старую концертную группу Roxette — таким образом «песенное сокровище группы может продолжать расти, но в совершенно новой форме». Сингл сравнивается с хитом Roxette «Dressed For Success» (1988); рецензент отмечает, что PG Roxette это «дань великой радости, которая так часто сопровождала оригинальные произведения оригинальной группы Roxette»[14].
- Норвежская газета «VG» оценивает сингл на 2 из 6. Обозреватель пишет о том, что надеялся на «тающие в ушах припевы», однако оказалось, что Гессле «взял куплен из песни Принса „Cream“, задал темп, название песни… и сделал аранжировку, которая в лучшем случае звучит, как демоверсия». Газета также отмечает, что в сингле присутствует самое неуместное соло синтезатора, как в песне Genesis «Invisible Touch»[15]
- Австрийская газета «Wiener Zeitung[англ.]» отмечает, что сингл «музыкально напоминает ранние годы дуэта, особенно успешные для группы ранние 1990-е»[16].
- Рецензию на сингл публикует шведская газета «Göteborgs-Posten»[17].
- Аргентинский портал «Septimo Sentido del Conurbano» в своей реценизии отмечает, что «The Loneliest Girl In The World» — «очень хорошая поп песня. 1980-е вернулись, по крайней мере, на три минуты. Надеемся, что этот бриз [с выходом альбома в сентябре 2022 года] перейдет в ураган хорошей музыки в стиле 1980-х»[18].
- Шведский музыкальный блок «Popmuzik» оценивает новый сингл Пера Гессле и его группы: «Синтезаторы и отличный драйв создают настоящий хит от поп-дяди. Разочароваться в Гессле практически невозможно. „The Loneliest Girl In The World“ показывает, каким уверенным в себе поп-плотником он по-прежнему остается.»[19].

## Чарты
В день выхода 3 июня 2022 года сингл возглавил шведский чарт синглов iTunes, а также достиг 48 строки в британском чарте синглов.